# Das süße Leben
Das süße Leben (Originaltitel La dolce vita) ist ein Schwarzweißfilm von Federico Fellini aus dem Jahr 1960. In den Hauptrollen sind Marcello Mastroianni, Anouk Aimée, Yvonne Furneaux, Anita Ekberg und Alain Cuny zu sehen. Weltberühmt wurde die Szene mit Ekberg im Trevi-Brunnen.
Im Film geht es um das Leben der High Society im Rom der fünfziger Jahre.
Das rauschhafte Leben zwischen Straßenflirt und allabendlichen Partys wird gestört durch die dadurch nicht weniger werdenden existenziellen Fragen des Lebens.

## Handlung
Marcello Rubini ist ein Boulevard-Journalist mit Schriftstellerambitionen. Der Frauenheld ist auf der Jagd nach den „süßen“ Geheimnissen der Prominenz auf der Via Veneto mit ihren exklusiven Nachtclubs und Cafés, in denen das nächtliche Leben pulsiert. Immer umringt von einem Schwarm Fotografen, die seiner Fährte in der Hoffnung auf eine gute Geschichte beziehungsweise einen guten Schuss folgen, bewegt sich Marcello durch das sommerliche Rom. Am Anfang sieht man ihn in einem Helikopter sitzen, der die Ankunft einer Christusstatue im Vatikan mit einem anderen Helikopter begleitet. Marcello versucht mit einigen Frauen auf einem Hausdach Telefonnummern auszutauschen, aber der Hubschrauberlärm erweist sich als zu stark.
Eines Abends begegnet Marcello in einem Nachtclub der wohlhabenden, aber vom Leben gelangweilten Erbin Maddalena. Sie machen einen nächtlichen Streifzug durch Rom mit dem Cadillac und lassen eine ärmere Prostituierte in ihr Auto einsteigen. Marcello und Maddalena verbringen die Nacht gemeinsam in der bescheidenen Wohnung der Frau. Am nächsten Morgen kehrt Marcello in seine Wohnung zurück und muss feststellen, dass seine Verlobte Emma während seiner Abwesenheit einen Suizidversuch unternommen hat. Auf dem Weg und auch noch im Krankenhaus erklärt er ihr seine Liebe und fragt sie panisch, warum sie sich das Leben nehmen wollte. Während er im Krankenhaus wartet, dass Emma aufwacht, versucht er nochmals Maddalena anzurufen.
Sylvia, ein schwedisch-amerikanischer Filmstar, trifft in Rom ein und wird am Flughafen Rom-Ciampino von einer Meute Reporter begrüßt. Während einer belanglosen Pressekonferenz in Sylvias Hotelzimmer ruft Marcello bei der immer noch geschwächten Emma an, die skeptisch nachfragt, ob er auch nicht alleine mit Sylvia sei. Später am Tag ergibt sich für Marcello tatsächlich ein Moment allein mit dem Filmstar, da nur er es schafft, der schnell auf den Balkon des Petersdoms laufenden Sylvia zu folgen. Am Abend tanzen die beiden gemeinsam auf einer Party in den Caracalla-Thermen, bei der auch Sylvias genervter Verlobter Robert anwesend ist, der zynische Kommentare über sie fallen lässt. Der Filmstar verlässt gemeinsam mit Marcello, der sich fasziniert zeigt und sie verführen will, die Party und sie streifen durch das nächtliche Rom. Sylvia geht in Abendgarderobe in den Trevi-Brunnen hinein und Marcello folgt ihr. Am nächsten Morgen bringt Marcello sie zum Hotel zurück und die Fotografen wecken den in seinem Auto schlafenden Robert auf, um dessen eifersüchtige Reaktion abzulichten. Robert schlägt Marcello nieder, der dies ohne Gegenwehr hinnimmt.
Marcello fährt gemeinsam mit Emma und dem Fotografen Paparazzo in ein Dorf nahe Rom, wo zwei Kindern Maria, die Mutter Jesu, erschienen sein soll. Obwohl die Kirche sich skeptisch gegenüber dem angeblichen Wunder gibt, hat sich bereits eine große Anzahl an Gläubigen, Schaulustigen und Reportern im Ort eingefunden. Emma zeigt sich kritisch gegenüber dem Treiben, während Marcello schnell in die Arbeit einsteigt. Am Abend erscheinen die beiden Kinder in der Menschenmenge und machen sich einen Spaß daraus, die Leute im starken Regen von einer Stelle zur anderen zu führen. Die Meute zerreißt unterdessen den Baum, unter dem Maria erschienen sein soll. In dem Tumult kommt ein krankes Kind zu Tode, das am Morgen von seiner Mutter und den wenigen noch vor Ort verbliebenen Menschen betrauert wird.
Marcello träumt immer noch davon, dem flüchtigen Leben zu entsagen und ein ernsthafter Schriftsteller zu werden. Gemeinsam mit Emma besucht er eine Runde von Intellektuellen und Künstlern, die sich bei seinem von ihm hochgeschätzten Freund Steiner trifft. Emma wünscht sich selbst eine Familie mit Marcello, wie Steiner sie mit seiner Frau und den zwei Kindern hat. Eine amerikanische Dichterin rät Marcello aber stattdessen, sich nie einer Verpflichtung hinzugeben. In einem Gespräch mit Marcello zweifelt auch Steiner, ob er mit dem Leben als bürgerlicher Familienvater für sich richtig gewählt hat. Er habe Angst, in was für einer Welt seine geliebten Kinder aufwachsen würden. An einer Strandbar unternimmt Marcello schriftstellerische Versuche. Er zeigt sich fasziniert von der jugendlichen Paola, der gütigen und schönen Kellnerin. Er vergleicht ihr Profil mit dem von Frauen auf alten umbrischen Gemälden und fragt, ob sie einen Freund habe.
Marcellos Vater, den er lange nicht gesehen hat, besucht Rom und trifft sich mit seinem Sohn. Die beiden haben nie eine enge Beziehung gehabt, da der Vater während Marcellos Jugend als Handelsmann ständig fort war. Sie besuchen gemeinsam einen Nachtclub, wo Marcello seinem Vater die französische Tänzerin Fanny vorstellt. Fanny findet Marcellos Vater sympathisch und lädt ihn in ihre Wohnung ein. Später in der Nacht hat der Vater allerdings einen Schwächeanfall, woraufhin Fanny Marcello um Hilfe bittet. Marcello will seinen geschwächten Vater noch einen Tag bei sich in Rom behalten, doch der lehnt ab und hat bereits das Taxi zum Bahnhof bestellt, mit dem er wieder in die italienische Provinz zurückreist.
Marcello begegnet seiner Bekannten Nico, die inzwischen mit einem Adeligen verlobt ist und ihn auf dessen Schloss einlädt. Auf der ziemlich verschlafenen Feier trifft Marcello auch Maddalena wieder. Sie fragt ihn, ob Marcello sie heiraten wolle, er antwortet mit einem Liebesgeständnis, ohne ihre Frage zu beantworten. Maddalena lässt sich aber von einem anderen Mann verführen und sein Liebesgeständnis geht ins Leere. Marcello wendet sich wieder den anderen Partygästen zu, die ein unbewohntes Schloss besichtigen, und verführt eine Amerikanerin. Der Adel zeigt sich leicht enttäuscht, dass Marcello und die Presse sich nicht mehr für sie interessieren. Am nächsten Morgen treffen die müden Partygäste auf die Mutter des Fürsten, die mit einigen Priestern rigide zur Messfeier schreitet.
Zwischen Emma und Marcello eskaliert während einer Autofahrt ein Streit: Sie gesteht ihm abermals ihre Liebe, aber er zeigt sich von ihrer Bemutterung und Fürsorge genervt. Emma kritisiert, dass er mittlerweile auf einem falschen Weg sei. Er wirft sie aus dem Auto und lässt sie alleine auf der leeren Landstraße zurück, holt sie aber später wieder ab. Die beiden liegen einigermaßen versöhnt im Bett, als Marcello ein Telefonanruf mit schrecklicher Nachricht erreicht: Steiner hat in Abwesenheit seiner Frau seine beiden Kinder und anschließend sich selbst umgebracht. Marcello zeigt sich über das schreckliche Ende seines Vorbildes bestürzt, die Polizei rätselt über das Motiv. Als Steiners Frau am Mittag ohne Kenntnis des Vorfalls in Rom ankommt, wird sie von einer Meute taktloser Reporter und Fotografen begrüßt. Marcello und der Polizeikommissar müssen sie über die Tragödie aufklären.
Marcellos Bekannte Nadia feiert die Scheidung von ihrem steinreichen Ehemann Riccardo mit Freunden in einem Landhaus ihres Gatten. Sie vollzieht einen Striptease zu dem Lied Patricia. Ein nunmehr völlig orientierungslos wirkender Marcello versucht die Partygäste zu einer Orgie zu ermuntern und beleidigt einige der Anwesenden. Riccardo taucht auf und sorgt dafür, dass die Feier ihr Ende findet. Einige der Partygäste gehen im Morgengrauen an den Strand. Dort wurde eine tote, schrecklich und urzeitlich aussehende Kreatur den Fischern ins Netz gespült. Die Kellnerin Paola befindet sich ebenfalls am Strand, durch eine Wassermündung von Marcello getrennt, und ruft ihm etwas zu. Marcello kann sie allerdings nicht hören und verlässt schließlich mit den anderen Partygästen den Strand.

## Hintergründe
| Figur            | Darsteller           | Deutscher Sprecher     |
| ---------------- | -------------------- | ---------------------- |
| Marcello Rubini  | Marcello Mastroianni | Wolfgang Kieling       |
| Sylvia           | Anita Ekberg         | Marianne Wischmann     |
| Maddalena        | Anouk Aimée          | Eleonore Noelle        |
| Emma             | Yvonne Furneaux      | Marion Degler          |
| Steiner          | Alain Cuny           | Friedrich Schoenfelder |
| Marcellos Vater  | Annibale Ninchi      | Klaus W. Krause        |
| Robert           | Lex Barker           | Peter Pasetti          |
| Nadia            | Nadia Gray           | Marianne Kehlau        |
| Nico             | Nico                 | Margot Leonard         |
| Polizeikommissar | Giulio Girola        | Erich Ebert            |
| Regisseur        | Alfredo Rizzo        | Erich Ebert            |

Die Anregung für den Film bekam Fellini durch den Fotografen Tazio Secchiaroli. Dieser war durch einen Schnappschuss von König Faruk von Ägypten im Café de Paris an der Via Veneto bekannt geworden. Der Monarch hatte aus Wut über aufdringliche Fotografen einen Tisch umgeworfen. Durch die Beratung Fellinis für La dolce vita kam Secchiaroli zur Filmfotografie und wurde zum Leibfotografen von Mastroianni und Sophia Loren.

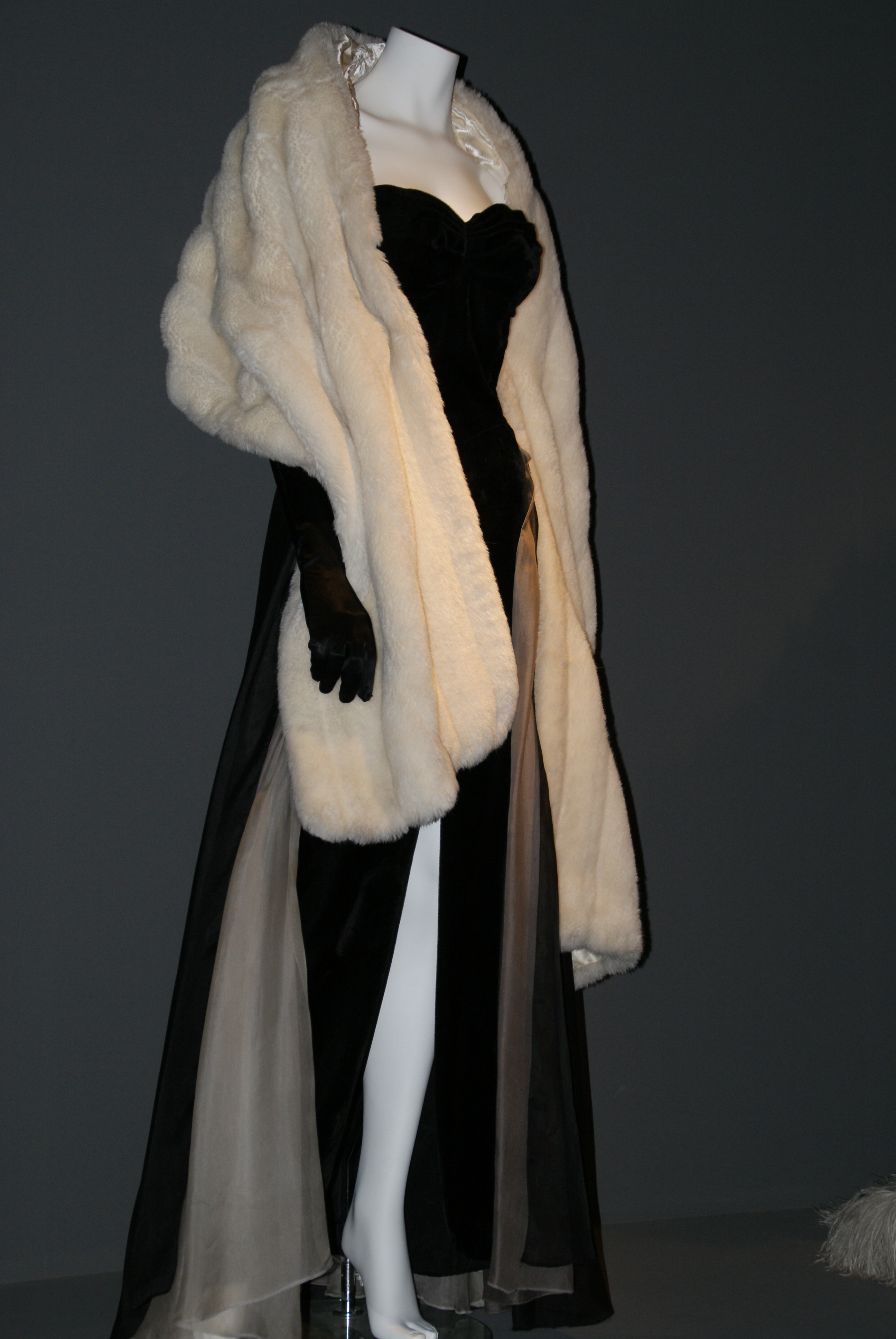
Das Kleid, das Ekberg im Film in der Rolle von Sylvia trägt, ausgestellt im Studio in Cinecittà

Der Film spielt an vielen bekannten Straßen und Plätzen Roms: Die Bell 47-Hubschrauber fliegen am Filmanfang über die Aqua Claudia. Marcello und Maddalena treffen die Prostituierten auf der Piazza del Popolo, Sylvia fährt mit dem Produzenten und seiner Gefolgschaft über die Via Appia Antica und besucht den Petersdom u. v. m. Ein großer Teil des Films spielt in der Via Vittorio Veneto. Da Fellini eine Drehgenehmigung aber nur für nachts ab zwei Uhr bekam, ließ er die Straße detailgenau in Cinecittà nachbauen. In der modernen Basilica di San Giovanni Bosco (1959 geweiht) trifft Marcello überraschend seinen alten Freund Steiner, der ihn zu sich nach Hause einlädt. In Steiners Haus hängt ein Stillleben von Giorgio Morandi, der mit akademischer Strenge in Askese seine Bilder malte und über den Steiner mit Marcello debattiert. Außerhalb Roms wurde ebenfalls gedreht: In Fregene sucht er die Ruhe in einer Strand-Trattoria, wo er Paola, ein heimwehkrankes Mädchen aus Perugia, trifft.
Wehmütig streift der Film das Ende des Italienischen Neorealismus, der bereits an Bedeutung verloren hat. Auf die Frage des Reporters an die Schauspielerin Sylvia, ob der Italienische Neorealismus tot sei, übersetzt der Dolmetscher die Frage erst gar nicht, sondern gibt der Diva, um sie nicht zu überfordern, die Antwort vor: „Er lebt!“. Ein Seitenhieb auf die Sandalenfilme macht der Weltenbummler „Franky“, der sich einen Caesarenbart hat wachsen lassen, um in Ben Hur mitzuspielen.
In der Szene des Festes in den Caracalla-Thermen hatte der damals noch unbekannte Adriano Celentano als Rock-’n’-Roll-Sänger einen seiner ersten Filmauftritte. Auch die Sängerin Nico hatte hier, beim Fest in der Villa Lante al Gianicolo bei den della Rovere, ihren ersten Auftritt, bevor sie in New York mit „The Velvet Underground“ bekannt wurde. Sie war damals als Mannequin sehr bekannt und galt als eines der bekanntesten „Supermodels“ ihrer Zeit. Viele Bilder sind schwierig zu interpretieren. So ist auf der rechten Bildseite nächtliche Gesellschaft beim Verlassen des alten Schlosses der Torso vom Belvedere zu sehen, auf dem ein Stierkopf angebracht ist, sodass er wie der Minotaurus wirkt.
Die Schlussszene des Films, in der im Morgengrauen die betrunkene feine Gesellschaft am Strand von Fregene beobachtet, wie Fischer gerade den Körper eines riesigen toten Fisches an Land ziehen, spielt auf einen ungeklärten Kriminalfall, den Mord an Wilma Montesi an, der im Italien der 1950er Jahre weite Kreise gezogen hatte und in den die „Upper Class“ auf skandalöse Weise verwickelt zu sein schien. Noch einmal trifft Marcello Paola. Korrespondierend zur Anfangsszene begegnen sich wieder zwei Sphären, die sich wahrnehmen, aber nicht verstehen, weil das Meer so laut ist. Nun gehört auch Marcello Rubini zur Welt der Nichtstuer, aber glücklich ist er dabei nicht geworden. Er winkt Paola nur noch schweigend zu.
Für Fellini, Mastroianni und Anouk Aimée war der Film der Durchbruch zu einer internationalen Karriere. Anita Ekberg, die zuvor vor allem durch Sandalenfilme bekannt geworden war, drehte dagegen danach keine nennenswerten Filme mehr. Erst in Fellinis Film Intervista 1986 ließ sie zusammen mit Mastroianni den Erfolg von La dolce vita noch einmal aufleben.
Die deutsche Synchronfassung entstand 1960 zur Kinopremiere nach einem Dialogbuch von Alfred Kirschner unter Dialogregie von Erika Streithorst.

## Rezeption
Fellini enttarnt in diesem Film sowohl den phänotypischen Medienapparat als auch das dekadente, sinnentleerte Leben der wohlhabenden Gesellschaft. Doch die „upper class“ dient nur als überspitztes Beispiel. Sie ist die Spitze des Eisbergs einer ganzen Gesellschaft von konsumorientierten, egoistischen und oberflächlichen Menschen, die versuchen zu vergessen, indem sie sich der Rauschhaftigkeit des Lebens hingeben und ihren Verpflichtungen entziehen.
Am Ende des Films wird ganz deutlich, worauf das dargestellte Leben eine Reaktion ist, wenn beim Anblick des angeschwemmten Fischs (ein Rochen, der auf dem Rücken liegt) gefragt wird: „Wo ist hier eigentlich vorne und hinten?“ und Marcello den Rufen des umbrischen Mädchens Paola nur noch antworten kann: „Ich kann dich nicht verstehen, ich kann dich nicht verstehen, das Meer.“ Es ist die Reaktion auf ein konfuses, unverständlich und orientierungslos gewordenes Leben. Und so antwortet Marcello auch auf die Frage nach dem möglichen Grund für Steiners Selbstmord: „Vielleicht hat er es getan, weil er Angst hatte […], vielleicht hatte er Angst vor diesem Leben, vor der Zukunft.“
Das süße Leben gilt inzwischen als Meisterwerk, was sich auch in den Auswertungen US-amerikanischer Aggregatoren widerspiegelt. So erfasst Rotten Tomatoes fast ausschließlich positive Besprechungen und ordnet den Film dementsprechend als „Zertifiziert Frisch“ ein. Metacritic ermittelt aus den vorliegenden Bewertungen „Allgemeines Kritikerlob“. Und They Shoot Pictures, Don’t They? zählt den Film zu den 50 angesehensten Werken der Filmgeschichte.

„Der Film spürt mit größter Sensibilität der Faszination des Bösen nach und beschwört es mit hoher, aber nicht immer gleichwertiger Stilkunst.“

„Fellinis mit beißendem Witz inszeniertes Gesellschaftsporträt ist ein Klassiker der Filmkunst. Der Betrachter des Films begleitet den Skandalblatt-Journalist durch Episoden, die während sieben Tagen und Nächten das ‚süße Leben‘ Roms zeigen. Das Ganze entpuppt sich als breitgefächertes und brillant gestaltetes Meisterwerk. Die Szene, in der Anita Ekberg in den Brunnen steigt, rief seinerzeit schockierte Zensoren auf den Plan.“

„Ein epochaler Film, das Mosaik-Porträt einer Gesellschaft in der Stagnation eines Unter- und Übergangs […] ,La dolce vita‘ ist eine oft satirisch zugespitzte Kritik an der Leere des ‚süßen Lebens‘, der uneingestandenen Lebensangst.“

„Farbenprächtiger Bilderbogen über die losen Sitten der römischen Schickeria. […] Der Film, der die römische Gesellschaft desavouierte, löste bei einer Erstaufführung einen Skandal aus; berühmt die Szene, in der Anita Ekberg in der Fontana di Trevi badet. […] Kinoklassiker.“

## Nachwirkung und Einflüsse
Die Figur des Paparazzo, des Fotografen von Rubini, schuf Fellini nach dem Vorbild von Secchiaroli. Namensgeber war der Hotelbesitzer Coriolano Paparazzo aus Catanzaro, der im Reiseführer By the Ionian Sea von George Gissing erwähnt wird. Fellini hatte das Buch während der Vorbereitung zu dem Film gelesen und war von dem Namen fasziniert. Paparazzo wurde durch den Film in vielen Sprachen zum Synonym für den Boulevardfotografen, der Prominente verfolgt.
Im Film Scheidung auf italienisch (1961), ebenfalls mit Mastroianni, sieht sich eine Dorfgemeinschaft den Film an. Woody Allens Celebrity – Schön. Reich. Berühmt. (1998), in welchem Kenneth Branagh als Schriftsteller in das exklusive Nachtleben von Manhattan eintaucht, ist klar von La Dolce Vita beeinflusst. In Sofia Coppolas Lost in Translation lassen sich einige Anspielungen an den Film erkennen, beispielsweise gibt es eine ähnlich inhaltslose Pressekonferenz mit einem Filmstar im Hotel und die Hauptfiguren schauen sich Das süße Leben im Fernsehen an. Der 2013 erschienene Film La Grande Bellezza – Die große Schönheit von Paolo Sorrentino gilt als Hommage an Fellinis Filmklassiker und erzählt ebenfalls vom Nachtleben der römischen Gesellschaft.
Bob Dylan erwähnt La Dolce Vita in seinem 1964 erschienenen Song Motorpsycho Nightmare. Titelgebend war der Film für den Italo-Disco-Hit Dolce Vita (1983) von Ryan Paris.
In dem Film L.A. Story, mit Steve Martin, wird zu Beginn ein überdimensionierter Donut, an einem Hubschrauber hängend, über Los Angeles geflogen und damit die Anfangsszene aus La Dolce Vita mit dem Flug der Jesusstatue über Rom parodiert.
Im Jahr 2006 produzierte der amerikanische Regisseur Michael Lucas ein pornografisches Remake des Films unter dem Titel Michael Lucas’ La Dolce Vita Parts 1 & 2, das allerdings nicht in Rom, sondern in Manhattan spielt. Der Film erhielt zahlreiche GayVN Awards, unter anderem für den besten Regisseur, und wurde in die GayVN Hall of Fame aufgenommen. Im Film Good Bye, Lenin! aus dem Jahr 2003 wird ein Leninkopf durch Berlin geflogen und es wird damit der Film La Dolce Vita zitiert.

## Auszeichnungen
Das süße Leben wurde mit der Goldenen Palme beim Filmfestival Cannes 1960 ausgezeichnet und gewann 1962 einen Oscar für die besten Kostüme. 1961 gewann der Film den Preis des New York Film Critics Circle als bester ausländischer Film und drei Auszeichnungen des Sindacato Nazionale Giornalisti Cinematografici Italiani (Marcello Mastroianni als bester Hauptdarsteller, Originaldrehbuch, Szenenbild). Die französische Schauspielerin Anouk Aimée wurde außerdem mit dem Étoile de Cristal als beste Darstellerin ausgezeichnet.